# Rancho Tehama Reserve
Rancho Tehama Reserve è un census-designated place (CDP) degli Stati Uniti d'America situato in California, nella contea di Tehama.